# Революционен фронт за независим Източен Тимор
Революционният фронт за независим Източен Тимор (на португалски: Frente Revolucionária de Timor-Leste Independente; FReTiLIn) е лява националистическа политическа партия в Източен Тимор.
Основана е през 1974 година като националноосвободително движение, борещо се за независимост на страната от Португалия, а след това от Индонезия. След постигането на независимостта организацията се превръща в една от водещите партии в новата държава. На парламентарните избори през 2012 година партията е втора с 30% от гласовете и 25 от 65 места в парламента.